# Movimento (album)
Albums de Madredeus
Antologia
(2000) Euforia
(2002)
Movimento est le neuvième album du groupe portugais Madredeus sorti en 2001 au Portugal sur le label Blue Note Records. 

## Titres de l'album
1. Anseio (fuga apressada) - 3:40
2. Ecos na catedral - 6:24
3. Afinal - A minha canção - 6:06
4. O labirinto parado - 4:13
5. O olhar - 4:39
6. A lira/solidão no oceano - 4:46
7. A segredo do futuro  - 5:05
8. A quimera - 5:04
9. Graça - A última ciência - 3:20
10. A vida boa - 4:01
11. Um raio de luz ardente - 6:06
12. A capa negra - 3:36
13. Palpitação - 5:23
14. Ergue-te ao sol - 5:38
15. Vozes no mar - 5:25
16. Tarde, por favor - 3:46

## Musiciens
- Teresa Salgueiro - chant
- Fernando Judice - basse
- Pedro Ayres Magalhães- guitare acoustique
- José Peixoto - guitare acoustique
- Carlos Maria Trindade - claviers